# Terepasztal
A terep a földfelszín egy része a rajta lévő természeti és mesterséges tárgyakkal együtt.
Terepasztal: asztalszerű emelvény, amelyen megmintázzák a földfelszín alakulatainak kicsinyített mását. Leggyakoribb formája a vasúti terepasztal.
Vasúti terepasztalnak nevezzük: a vasútmodellezésben használatos modellvasúti pályát, amelyen a vasútvonalon kívül a környező terepet (épületek, egyéb műtárgyak) is modellezték.

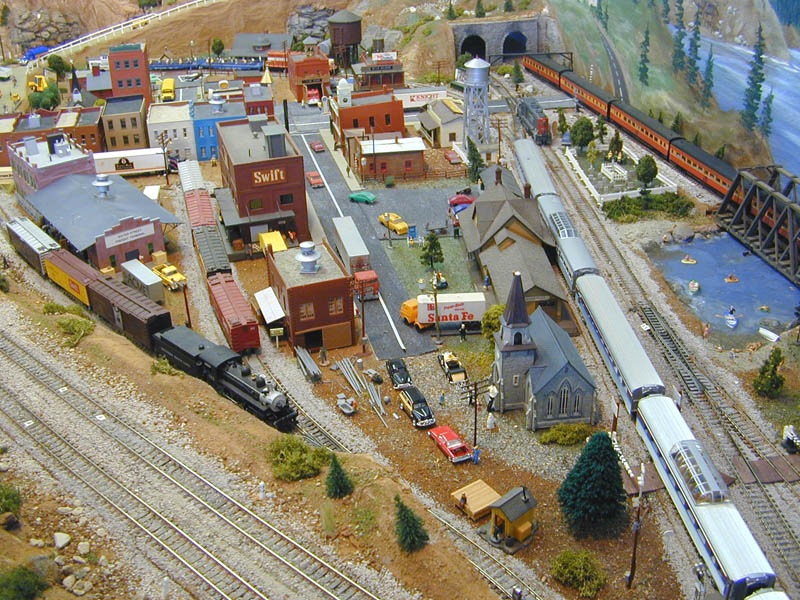
H0-s méretarányú, amerikai témájú terepasztal

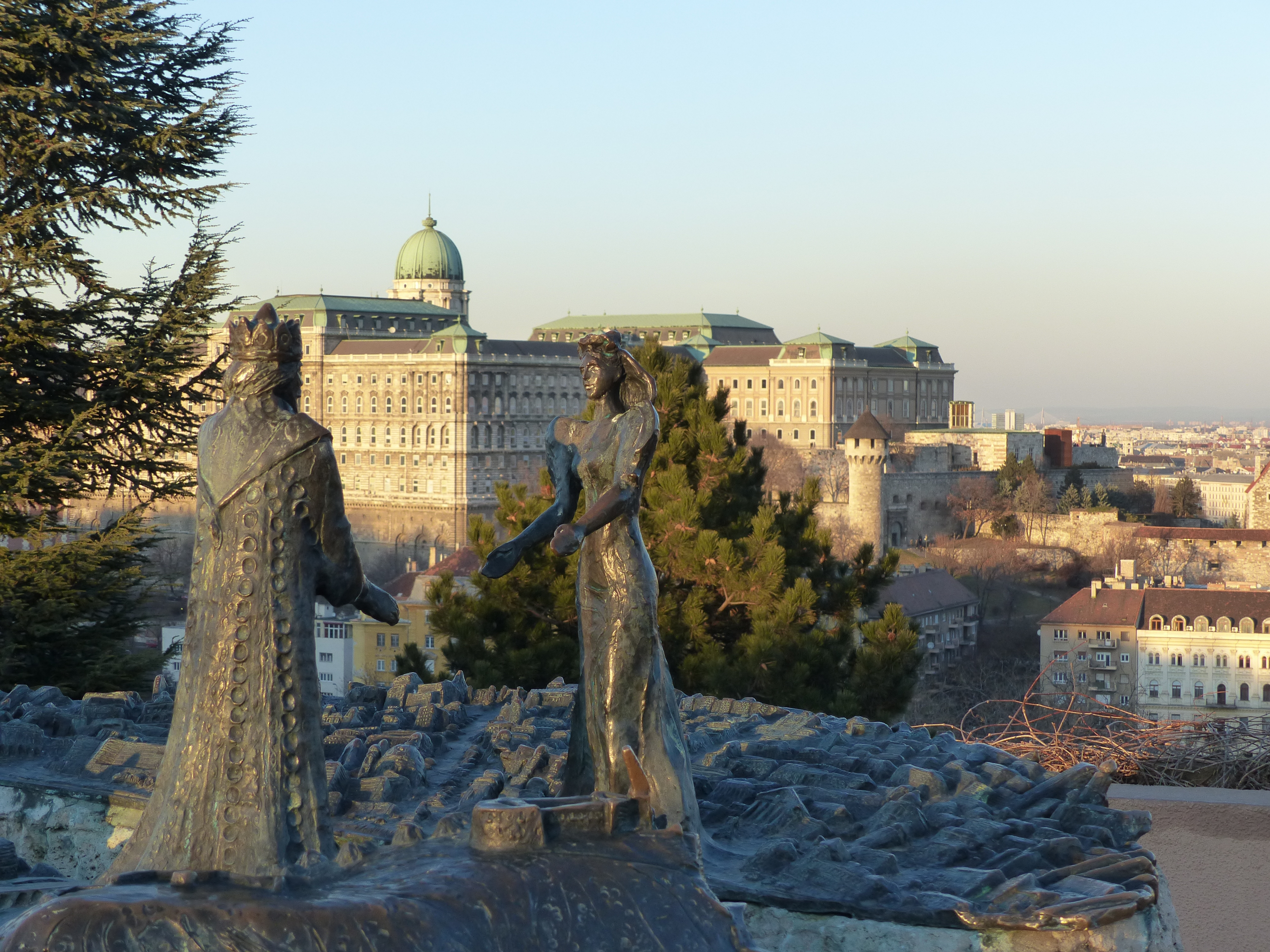
Buda hercege és Pest hercegnője – alattuk a város

## Terepasztaltípusok

### Modulterepasztal
A modulterepasztalok a közösségi vasútmodellezés eszközei, építési koncepciójukban minden más terepasztaltól különböznek. Lényege hogy a modellező nem egy összefüggő pályarendszerű komplett asztalt, hanem modult készít. A modul lehetőségekhez képest legrészletesebben, élethűen kidolgozott terepasztalrészlet. A csatlakozó felület alakja, mérete, az összekötésre használt elemek, a villamos csatlakozók, és a vasúti pálya helye szabványban rögzített, emiatt az elemek tetszőleges sorrendben variálhatók, minden alkalommal új vonalvezetésű pálya alakítható ki. Kivételt az állomások jelentenek amiket egyféleképp lehet csak összeilleszteni. A modulépítők klubtalálkozókon, kiállításokon találkoznak előre egyeztetett terv alapján építik fel a nem ritkán tornateremnyi méretű vasútvonalat, melyen a valóshoz igen hasonló vasútüzemvitelt valósítanak meg.

### Behajtható vagy felfüggeszthető pálya
A szekrénybe behajtható berendezést már H0 építési nagyságban is lehet létesíteni. Előnye, hogy a szekrénybe visszacsukva védelmet kap a por ellen, s csak a játék alkalmával van a szem előtt. Hasonló ehhez a mennyezetre felhúzható terepasztal. Alapelve a fregoliéval azonos. Fontos, hogy ne legyen nehéz. Itt van a lehetősége a habanyagból történő domborzatfaragásnak. Fontos, hogy a felerősítést szakember végezze, nehogy lezuhanva balesetet okozzon. Az asztalt ajánlatos erős lécvázra építeni. Ritka az olyan megoldás ahol semmiféle mozgatásra nem kerül sor. Mozgatáskor különböző húzó, csavaró erők lépnek fel. Ezek deformálhatják, így bizonytalanná tehetik a működést.

### Dobozpálya
Kisméretű összehajtható terepasztal. A terep az oldalfalakon belül van. Előnye, hogy használaton kívül a berendezést megvédi a portól. Építése pontosságot kíván. Összehajtáskor a két félre fektetett vágányok elhajlanak egymástól. Kinyitáskor pontosan kell illeszkedniük. Ezzel a módszerrel egyszintes építési mód valósítható meg. Ajánlható a kisebb építési nagyságokhoz (Z, N, TT nagyság). Az oldalfalak nagyságát úgy kell megállapítani, hogy a rögzített épületek az oldalfal magasságánál nagyobbak ne legyenek.

### Több szintes pálya
Általában hegyvidéki pályavonalvezetés modellezésekor készülnek többszintes terepasztalok. Az emelkedő pályaszakaszok segítségével jobban kihasználható az alapterület. A vasútmodellezők saját asztalukon a legérdekesebb vonalvezetést valósítják meg. A hegyvidéki vasútvonal szórakoztatóbb, mint a síkság kevésbé változatos vidéke majdnem egyenes vezetésű pályán.
Hegyi pályákon általában olyan terepet alakítunk ki, amely elölről hátrafelé emelkedik a felső szint magasságáig. Hegyvidéki pályákon a természetes és a giccs határai közel vannak egymáshoz. Tekintsünk el a különleges részletektől és csak a természetességre törekedjünk!

## A pálya és terepépítés gyakorlata
A pálya és a terep kialakítása az asztalvázon többféleképpen lehetséges. A módszer kiválasztását sok szempont (az asztal nagysága, rendelkezésre álló anyagok) befolyásolja.

### Réteges építési mód
A domborzat szintvonalainak megfelelően ragasztott vagy préselt lemezgyűrűket helyezünk egymásra. A lemezvastagságnak megfelelően képződött lépcsőzetet papírmaséval, vagy egyéb képlékeny száradó pasztával bedolgozzuk a terepbe.Ez az építési mód elég merev szerkezetet ad. Munka- és anyagigényes. A rétegvonalak kialakításánál a pálya nyomvonalát is figyelembe vesszük.

### Szelvényes építés
A domborzat metszeteinek megfelelően bordákat vágunk falemezből. Ezeket létraszerűen lécekkel vagy papirkarton csíkokkal kötjük össze. Az összekötések helyett a domborzat hosszmetszetének megfelelő bordázatot is alkalmazhatunk (kazettás beépítés) a pálya helyét mindenkor töltéskorona szélességű falemezzel alakítjuk ki (erre fektetjük a későbbiekben a pályát). A bordákat vastagabb papírral, zsákvászonnal, majd ragasztóval átitatott papírral borítjuk.

### Állványos módszer
A pálya nyomvonalán végigfutó falemez szalagot lécekből vagy deszkából készített oszlopokkal támasztjuk alá. A nagyobb építési nagyságoknál tanácsos merevítőlécekkel a pályaszint alatt is összekötni. A terep többi részét is lécek tartják. Ezek csúcsait fémhuzal köti össze. Zsákszövettel vagy ragasztóval átitatott papírral borítjuk.

### Hungarocelles vagy papírmasé módszer
Újabb fajta építési módszer. A terepasztal domborzatait hungarocell anyagból (lapokból vagy csomagolásra használt darabokból) állítják össze a szintvonalas módszer szerint. Üreget csak ott alakítanak ki, ahol a pálya terepszint alatt halad. (alagút, takart tárolóállomás) a hungarocell elemeket vízzel hígítható ragasztóval rögzítjük egymáshoz. E módszer előnye a könnyű alakíthatóság. Könnyen színezhető. A pályatükröt ennél a módszernél az állványos módszer szerint kell készíteni a hungarocell porózus szerkezet miatt, mert nem rögzíthetők szilárdan a pályaelemek.

## A világ legnagyobb terepasztala
Egy német ikerpár, Frederick és Gerrit Braun az elmúlt éveket azzal töltötték, hogy megépítsék a világ legnagyobb vasúti terepasztalát, a Miniatur Wunderlandot. Az elmúlt 9 évben 500 ezer munkaórát és több mint 2,5 milliárd forintot fektettek a testvérek abba, hogy megépítsék a terepasztalt. Ennek ellenére azonban még közel sincs kész. Hamburg egyik üres épületében 1150 m²-en építkeznek, jelenleg mintegy 10 km sínt raktak le.
Már jelenleg nyitva van az érdeklődők előtt, de olyan hatalmas területről van szó, hogy 160 embert kell alkalmazniuk a körbevezetésre. A terepasztal olyan helyszínekre kalauzolja el az azt megtekintőket, mint az Amerikai Egyesült Államok, Svájc, Skandinávia, Ausztria és Németország.
Az egyes tájakat úgy modellezték, hogy mindenhonnan néhány jellegzetes, az adott területre jellemző tárgyat, helyszínt mutatnak be. 2014-re tervezik a terepasztal befejezését, amely terveik szerint 1800 m²-es lesz, a sínek hosszúsága pedig a 21 km-t is eléri majd. Most hétszáz vasúti szerelvényük van, amelyekben összesen 10 ezer kocsi mozog. 2800 épületet készítettek el és 160 ezer tereptárgy kapott helyet a monumentális terepasztalon. A díszletbe 700 kg műfüvet és 4 tonna vasat építettek be, a nappalokat és éjszakákat pedig 250 ezer lámpa szimulálja.